# Хвощівка (Шепетівський район)
Хвощі́вка — село в Україні, у Берездівській сільській громаді Шепетівського району Хмельницької області. Населення становить 437 осіб.

## Географія
Хвощівка лежить на півночі Хмельницької області, на північному сході Шепетівського району. На північному заході землі села Хвощівка межують із землями Рівненського району Рівненської області, а на північному сході із землями Звягельського району Житомирської області, на півдні із землями сіл Малого Правутина та Берездова, на сході із землями села Кутки, на північному заході із землями села Ставичани.

## Походження назви та дата заснування
Щодо походження назви села Хвощівка та дати заснування його у письмових джерелах не знайдено. Спираючись на згадки та перекази старожилів, на існуючі легенди та назви навколишніх місцевостей саме кінець XVI століття і початок XVII століття слід вважати датою заснування села.
За іншими переказами старожилів, на цій території росли трав'янисті рослини — хвощі. Від назви цієї рослини і походить назва села Хвощівка.

## Історія
Територія на якій розташоване село Хвощівка — це споконвічні землі древлян. У Х столітті вони входили до складу Київської Русі. Пізніше після розпаду Русі через між усобиці протягом ХІІІ століття вони переходили то до Волинського, то до Київського князівств. Згодом стали частиною до Галицько-Волинської держави.
Село Хвощівка, що розташовується на території Правобережної України разом з іншими Волинськими землями до 1793 року перебувало під владою Польщі. А в 1793 році під час другого поділу Речі Постолитої відійшло до Росії.
На кінець 19 століття нараховувалось 153 будинки.
Населення становило 882 жителі. З них:
- українці — 782 особи
- поляки — 60 осіб
- євреї — 40 осіб

Церква побудована у 1767 році.
Належало Яблоновським і Підгурським.
У 1906 році село Берездівської волості Новоград-Волинського повіту Волинської губернії. Відстань від повітового міста 23 верст, від волості 7. Дворів 144, мешканців 767.
Станом на 1907 рік: землі маєткової — 1 десятина 1642 сажені, орної — 20 десятин 981,5 сажень. Церковно-приходська школа існувала з 1868 року, 32 учні. Винокурний завод. Найбільший землевласник — Антоній Еразм Підгурський. Дворів — 82, прихожан церкви — 690, римо-католиків — 67, євреїв — 40.
7 (20) листопада 1917 року, відповідно до Третього Універсалу Української Центральної Ради, увійшло до складу Української Народної Республіки.
Під час Голодомору 1932–1933 років в селі померло 52 людини.
За мужність, виявлену у боротьбі проти нацистів, 50 жителів нагороджено орденами і медалями СРСР.
На 1970 рік у селі — 886 жителів, середня школа, клуб, бібліотека, фельдшерсько-акушерський пункт.
12 червня 2020 року, відповідно до розпорядження Кабінету Міністрів України № 727-р «Про визначення адміністративних центрів та затвердження територій територіальних громад Хмельницької області», увійшло до складу Берездівської сільської громади.
19 липня 2020 року, в результаті адміністративно-територіальної реформи та ліквідації Славутського району, село увійшло до складу Шепетівського району.

## Символіка
Затверджена 5 жовтня 2015 р. рішенням № 1/2015 L сесії сільської ради VI скликання. Герм містить зображення плетива, рідкої для України і дуже поширеної в Західній Європі простої геральдичної фігури.

### Герб
У синьому полі золотий почетвірний переплетений косий хрест. Щит вписаний в золотий декоративний картуш і увінчаний золотою сільською короною. Унизу картуша напис «ХВОЩІВКА».
Переплетені перев'язи — символ ткацтва і килимарства, якими здавна славилася Хвощівка. Корона означає статус населеного пункту.

### Прапор
Квадратне синє полотнище, на якому вісім жовтих переплетених діагональних смуг.

## Заклади та установи
У селі є загальноосвітня школа І-ІІІ ступенів, в якій станом на 2011 рік навчалося 83 учні з двох сіл сільської ради, клуб, який орендує приміщення в магазині, недобудований будинок культури, бібліотека, церква, фельдшерсько-акушерський пункт, магазин.

## Сільське господарство
В Хвощівці розташовувалася центральна садиба колгоспу імені Менжинського, за яким було закріплено 2 тис. га орної землі. Вирощували зернові культури і цукрові буряки, розводять худобу. Допоміжна галузь господарства — овочівництво. У 1939–1940 рр. колгосп був занесений до Книги пошани Всесоюзної сільськогосподарської виставки за високі надої молока.
Зараз в Хвощівці функціонує селянсько-фермерське господарство «Промінь», яке користується земельними паями, зданими в оренду жителями села. Площа орендованої землі становить 1.8 тисячі гектарів, із них 1 тис. га орної землі. Тут вирощують зернові культури, розводять велику рогату худобу. Це сільськогосподарське підприємство є правонаступником колгоспу імені Менжинського.

## Населення
Згідно з переписом УРСР 1989 року чисельність наявного населення села становила 516 осіб, з яких 217 чоловіків та 299 жінок.
За переписом населення України 2001 року в селі мешкало 437 осіб.
Станом на 1 січня 2011 року в селі проживало 395 осіб. З них: дітей дошкільного віку — 33, шкільного віку — 56, пенсіонерів — 127, працюючих громадян — 82.

### Мова
Розподіл населення за рідною мовою за даними перепису 2001 року:
| Мова       | Відсоток |
| ---------- | -------- |
| українська | 99,54 %  |
| російська  | 0,46 %   |

## Релігія
В селі діє православна церква святого апостола і євангеліста Іоанна Богослова.

## Свята
Храмовий празник в селі відзначається 21 травня в день святого Івана Богослова.